# 1re étape du Tour de France 2010
Pour un article plus général, voir Tour de France 2010.
La 1re étape du Tour de France 2010 s'est déroulée le dimanche 4 juillet 2010 entre Rotterdam et Bruxelles sur 223,5 km. L'étape remportée au sprint par l'Italien Alessandro Petacchi (Lampre-Farnese) est marquée par de nombreuses chutes dans le final de la course.

## Profil de l'étape
Cette étape est pratiquement toute plate, avec trois sprints intermédiaires (km 73, 149.5 et 158.5). Attention tout de même aux bordures. L'arrivée est jugée à Bruxelles, après 223,5 km de course depuis Rotterdam, à travers les Pays-Bas et la Belgique.
Le départ fictif est donné à Rotterdam, au bord de la Meuse. Les premiers kilomètres forment une boucle dans le centre de la ville. La ligne du départ réel est située sur le pont Érasme. Le parcours suit ensuite celui du prologue, longeant les ports du Rhin et de la Meuse, pour sortir de Rotterdam par le sud. Il se dirige ensuite vers l'ouest et rejoint la côte au barrage de Haringvliet, qu'il emprunte. Il traverse l'île de Goeree-Overflakkee et passe sur la digue de Brouwer. Le Tour de France quitte alors la Hollande-Méridionale et entre en Zélande. Il traverse l'île de Schouwen-Duiveland et rejoint celle du Noord-Beveland en empruntant l'Oosterscheldekering, barrage de 9 km de long. Le parcours revient ensuite vers l'est, traverse le Zuid-Beveland et se dirige vers la Belgique. La frontière est passée à Putte. Le Tour entre en province d'Anvers. Il traverse le centre d'Anvers, puis se dirige vers le sud, passant par Kontich et Malines. Il entre à Bruxelles par le nord. La ligne d'arrivée est située devant le stade Roi Baudouin sur l'avenue Houba de Strooper, lieu d'arrivée de la classique Paris-Bruxelles.

## La course
Dès le début de l'étape, le coureur de la Rabobank Lars Boom lance une attaque. Il est suivi par le Belge Maarten Wynants de la Quick Step et l'Espagnol de l'équipe Euskaltel-Euskadi Alan Pérez Lezaun. À 30 kilomètres de l'arrivée, Wynants part seul et est rattrapé par le coureur moldave Alexandr Pliuschin, du Team Katusha. À 8 kilomètres du but, ils sont rattrapés par le peloton. Les derniers kilomètres de cette étape sont marqués par de nombreuses chutes, dont celle de Mark Cavendish à trois kilomètres de l'arrivée, entraînant avec lui Óscar Freire. Après la flamme rouge, une grande partie du peloton reste coincée à cause d'une chute dont le maillot jaune Fabian Cancellara. L'Italien Alessandro Petacchi (Lampre-Farnese) s'impose devant Mark Renshaw et Thor Hushovd.
Distancé par la chute, Fabian Cancellara conserve tout de même le maillot jaune grâce au règlement, Tony Martin le maillot blanc et Alessandro Petacchi s'empare du maillot vert. Aucun coureur ne revêt le maillot blanc à pois rouge.

## Sprints Intermédiaires
| Premier   | Lars Boom         | 6 pts |
| Deuxième  | Alan Pérez Lezaun | 4 pts |
| Troisième | Maarten Wynants   | 2 pts |

| Premier   | Maarten Wynants   | 6 pts |
| Deuxième  | Alan Pérez Lezaun | 4 pts |
| Troisième | Lars Boom         | 2 pts |

| - 3. Sprint intermédiaire de Ekeren (kilomètre 158,5) \| Premier \| Alan Pérez Lezaun \| 6 pts \| \| Deuxième \| Lars Boom \| 4 pts \| \| Troisième \| Maarten Wynants \| 2 pts \| |                   |       |
| Premier | Alan Pérez Lezaun | 6 pts |
| Deuxième | Lars Boom         | 4 pts |
| Troisième | Maarten Wynants   | 2 pts |

## Classement de l'étape
| Classement de la 1re étape | Classement de la 1re étape | Classement de la 1re étape | Classement de la 1re étape | Classement de la 1re étape |
|                            | Coureur                    | Pays                       | Équipe                     | Temps                      |
| -------------------------- | -------------------------- | -------------------------- | -------------------------- | -------------------------- |
| 1er                        | Alessandro Petacchi        | ITA                        | Lampre-Farnese             | en 5 h 9 min 38 s          |
| 2e                         | Mark Renshaw               | AUS                        | Team HTC-Columbia          | m.t.                       |
| 3e                         | Thor Hushovd               | NOR                        | Cervélo TestTeam           | m.t.                       |
| 4e                         | Robbie McEwen              | AUS                        | Team Katusha               | m.t.                       |
| 5e                         | Matthieu Ladagnous         | FRA                        | FDJ                        | m.t.                       |
| 6e                         | Daniel Oss                 | ITA                        | Liquigas-Doimo             | m.t.                       |
| 7e                         | José Joaquín Rojas         | ESP                        | Caisse d'Épargne           | m.t.                       |
| 8e                         | Christian Knees            | GER                        | Team Milram                | m.t.                       |
| 9e                         | Rubén Pérez Moreno         | ESP                        | Euskaltel-Euskadi          | m.t.                       |
| 10e                        | Jürgen Roelandts           | BEL                        | Omega Pharma-Lotto         | m.t.                       |
| modifier                   |                            |                            |                            |                            |

## Classement général
| Classement général à la 1re étape | Classement général à la 1re étape | Classement général à la 1re étape | Classement général à la 1re étape | Classement général à la 1re étape |
|                                   | Coureur                           | Pays                              | Équipe                            | Temps                             |
| --------------------------------- | --------------------------------- | --------------------------------- | --------------------------------- | --------------------------------- |
| 1er                               | Fabian Cancellara                 | SUI                               | Team Saxo Bank                    | en 5 h 19 min 38 s                |
| 2e                                | Tony Martin                       | GER                               | Team HTC-Columbia                 | + 10 s                            |
| 3e                                | David Millar                      | GBR                               | Garmin-Transitions                | + 20 s                            |
| 4e                                | Lance Armstrong                   | USA                               | Team RadioShack                   | + 22 s                            |
| 5e                                | Geraint Thomas                    | GBR                               | Team Sky                          | + 23 s                            |
| 6e                                | Alberto Contador                  | ESP                               | Astana                            | + 27 s                            |
| 7e                                | Levi Leipheimer                   | USA                               | Team RadioShack                   | + 28 s                            |
| 8e                                | Tyler Farrar                      | USA                               | Garmin-Transitions                | + 28 s                            |
| 9e                                | Edvald Boasson Hagen              | NOR                               | Team Sky                          | + 32 s                            |
| 10e                               | Linus Gerdemann                   | GER                               | Team Milram                       | + 35 s                            |
| modifier                          |                                   |                                   |                                   |                                   |

## Classements annexes

### Classement par points
| Classement par points | Classement par points | Classement par points | Classement par points | Classement par points |
| --------------------- | --------------------- | --------------------- | --------------------- | --------------------- |
|                       | Coureur               | Pays                  | Équipe                | Point(s)              |
| 1er                   | Alessandro Petacchi   | ITA                   | Lampre-Farnese        | 35 points             |
| 2e                    | Mark Renshaw          | AUS                   | Team HTC-Columbia     | 30 pts                |
| 3e                    | Thor Hushovd          | NOR                   | Cervélo TestTeam      | 26 pts                |
| modifier              |                       |                       |                       |                       |

### Classement du meilleur grimpeur
Non attribué

### Classement du meilleur jeune
| Classement général du meilleur jeune | Classement général du meilleur jeune | Classement général du meilleur jeune | Classement général du meilleur jeune | Classement général du meilleur jeune |
|                                      | Coureur                              | Pays                                 | Équipe                               | Temps                                |
| ------------------------------------ | ------------------------------------ | ------------------------------------ | ------------------------------------ | ------------------------------------ |
| 1er                                  | Tony Martin                          | GER                                  | Team HTC-Columbia                    | en 5 h 19 min 48 s                   |
| 2e                                   | Geraint Thomas                       | GBR                                  | Team Sky                             | + 13 s                               |
| 3e                                   | Edvald Boasson Hagen                 | NOR                                  | Team Sky                             | + 22 s                               |
| modifier                             |                                      |                                      |                                      |                                      |

### Classement par équipes
| Classement par équipes | Classement par équipes | Classement par équipes | Classement par équipes |
|                        | Équipe                 | Pays                   | Temps                  |
| ---------------------- | ---------------------- | ---------------------- | ---------------------- |
| 1re                    | Team RadioShack        | États-Unis             | en 16 h 0 min 19 s     |
| 2e                     | Team HTC-Columbia      | États-Unis             | + 1 s                  |
| 3e                     | Garmin-Transitions     | États-Unis             | + 4 s                  |
| modifier               |                        |                        |                        |

## Abandons
- Mathias Frank (BMC Racing) : non partant à la suite d'une fracture du pouce droit[1], qui résulte d'une chute dans les deux derniers kilomètres du parcours du Prologue, il a en effet chassé de la roue arrière sur une bande blanche, et a heurté une barrière alors qu'il roulait à pleine vitesse dans une courbe très large[2]. Le coureur suisse souffre aussi d'une déchirure musculaire au quadriceps[2].
- Manuel Cardoso (Footon-Servetto) : non partant à la suite d'une fracture de la clavicule droite[3], et cela à la suite d'une chute lors du Prologue de la veille. Il souffre aussi d'une fracture de l'os maxillaire[4].